# Saint-Symphorien-sur-Saône
Pour les articles homonymes, voir Saint-Symphorien.
Saint-Symphorien-sur-Saône est une commune française située dans le canton de Brazey-en-Plaine du département de la Côte-d'Or en région Bourgogne-Franche-Comté.

## Géographie

### Climat
Pour des articles plus généraux, voir Climat de la Bourgogne-Franche-Comté et Climat de la Côte-d'Or.
En 2010, le climat de la commune est de type climat océanique dégradé des plaines du Centre et du Nord, selon une étude du Centre national de la recherche scientifique s'appuyant sur une série de données couvrant la période 1971-2000. En 2020, Météo-France publie une typologie des climats de la France métropolitaine dans laquelle la commune est exposée à un climat semi-continental et est dans la région climatique  Bourgogne, vallée de la Saône, caractérisée par un bon ensoleillement (1 900 h/an), un été chaud (18,5 °C), un air sec au printemps et en été et des vents faibles. 
Pour la période 1971-2000, la température annuelle moyenne est de 10,6 °C, avec une amplitude thermique annuelle de 17,4 °C. Le cumul annuel moyen de précipitations est de 899 mm, avec 11,3 jours de précipitations en janvier et 7,8 jours en juillet. Pour la période 1991-2020, la température moyenne annuelle observée sur la station météorologique de Météo-France la plus proche, « Tavaux Sa », sur la commune de Tavaux à 10 km à vol d'oiseau, est de 11,7 °C et le cumul annuel moyen de précipitations est de 868,7 mm,. Pour l'avenir, les paramètres climatiques de la commune estimés pour 2050 selon différents scénarios d'émission de gaz à effet de serre sont consultables sur un site dédié publié par Météo-France en novembre 2022.

## Urbanisme

### Typologie
Au 1er janvier 2024, Saint-Symphorien-sur-Saône est catégorisée commune rurale à habitat dispersé, selon la nouvelle grille communale de densité à 7 niveaux définie par l'Insee en 2022.
Elle est située hors unité urbaine et hors attraction des villes,.

### Occupation des sols
L'occupation des sols de la commune, telle qu'elle ressort de la base de données européenne d’occupation biophysique des sols Corine Land Cover (CLC), est marquée par l'importance des territoires agricoles (70,5 % en 2018), en augmentation par rapport à 1990 (67,4 %). La répartition détaillée en 2018 est la suivante : 
terres arables (55 %), forêts (15,5 %), prairies (14,4 %), eaux continentales (5,5 %), zones humides intérieures (4,4 %), zones urbanisées (4,2 %), zones agricoles hétérogènes (1,1 %). L'évolution de l’occupation des sols de la commune et de ses infrastructures peut être observée sur les différentes représentations cartographiques du territoire : la carte de Cassini (XVIIIe siècle), la carte d'état-major (1820-1866) et les cartes ou photos aériennes de l'IGN pour la période actuelle (1950 à aujourd'hui).

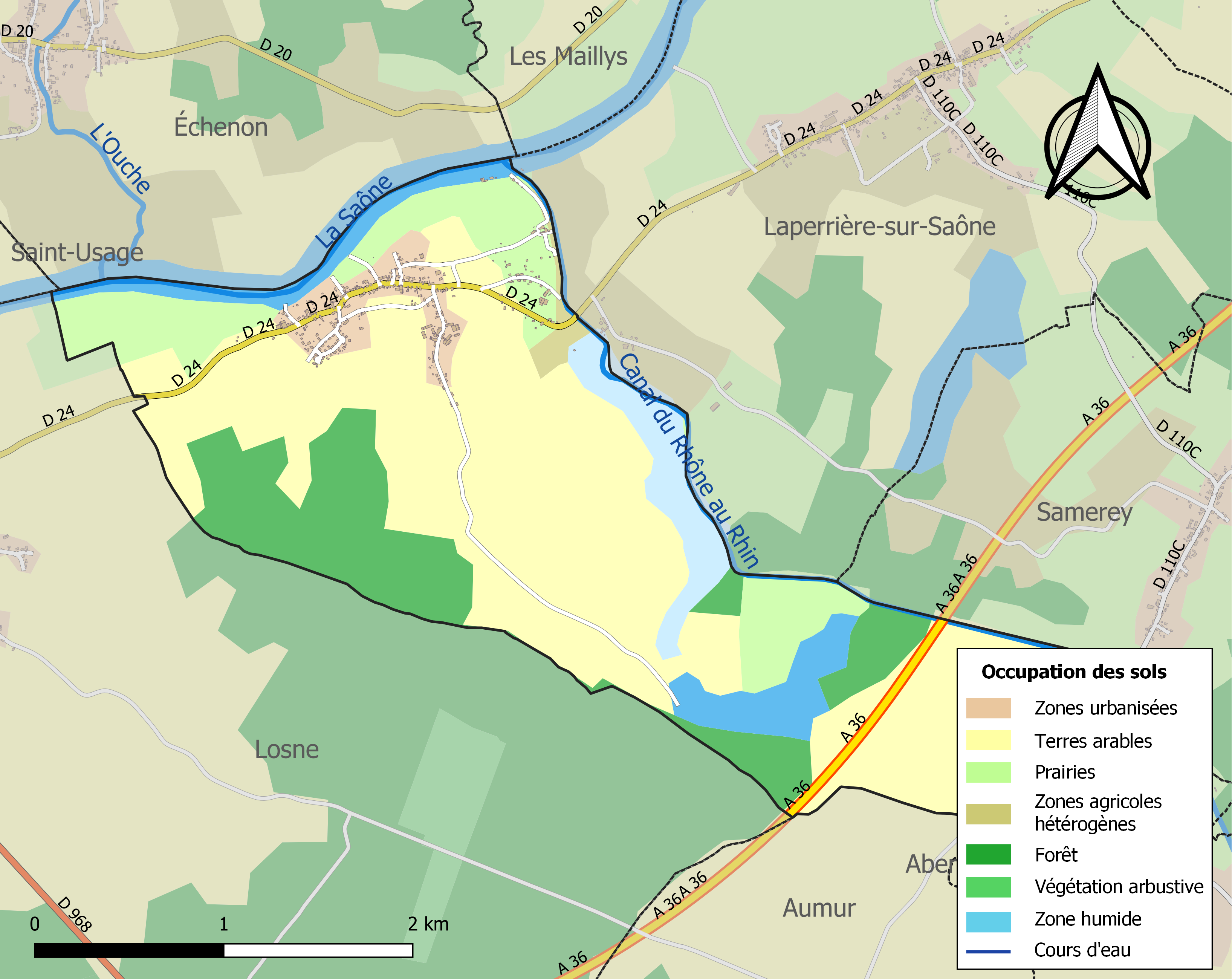
Carte des infrastructures et de l'occupation des sols de la commune en 2018 (CLC).

## Histoire

### Origines, toponymie et étymologie
Les origines de Saint-Symphorien-sur-Saône demeurent méconnues. Néanmoins, les traces d'une voie romaine et de formes agraires fossiles romaines dans la Bauche, ainsi que les restes d'une forge gallo-romaine, de culots de poteries, et de tuileaux, dans le coupis Delaitre, attestent de son existence dès cette époque.
 
Le village doit son nom à saint-Symphorien, noble d'Autun, décapité au IIe siècle par les Romains pour avoir refusé de se prosterner devant la statue de la déesse Cybèle.

### Moyen Âge et Ancien Régime
En 1046, l'église du village, placée sous le vocable de saint Symphorien, est donnée par l’archevêque de Besançon, Hugues Ier, au prieuré de Losne qui l'intègre dans son nullius dioecesis.

Les droits des religieux sont confirmés en 1264 par le pape Urbain IV.

En 1267, le duc de Bourgogne Hugues IV, échange avec le seigneur de Pagny, Hugues d’Antigny, plusieurs petites seigneuries contre Laperrière, Samerey, Saint-Seine-en-Bâche, ainsi que des terres à Échenon et à Foucherans, pour créer une châtellenie tampon entre le duché et le comté de Bourgogne.

Saint-Symphorien y est intégré en 1272, avec une partie des Maillys et de Franxault.

L'ensemble sera érigé en marquisat au XVIe siècle.

C'est donc Laperrière qui administre le village jusqu'à la Révolution.

En 1784, le prince de Condé, venant de Digoin, pose la première pierre du canal du Rhône au Rhin. Les travaux durent jusqu'en 1803 : outre le canal, deux ponts, une écluse, et des moulins à eau sont construits sur le territoire de Saint-Symphorien.

### Révolution à fin du Second Empire (1789-1870)
En 1789, Saint-Symphorien-Sur-Saône devient une commune. Jusqu’en 1792, le traitement des affaires courantes est effectué par délibération des habitants, comme il en était de coutume avant la Révolution.
Les biens de la fabrique paroissiale, de l'église et d'un prêtre émigré sont nationalisés.

En 1792, le maire se substitue aux délibérations villageoises, un arbre de la liberté est planté, le village est renommé Bellevue-sur-Saône et demande vainement son rattachement à Losne.
 
En 1793, l'élan de liberté hisse un manouvrier, Jean Lorimey, à la tête de la commune, en même temps que se meurt l'arbre de la liberté planté l'année précédente.

Durant le Premier Empire, la commune reprend son nom initial, et est rattachée au canton de Saint-Jean-de-Losne et à l'arrondissement de Beaune.

En 1832, une société de chargement et déchargement des péniches du canal est créée, avant d'être dissoute sous le Second Empire.
 
En 1844, la commune met en place un atelier de bienfaisance pour les indigents du village.

En 1848, les électeurs votent majoritairement pour Louis Napoléon Bonaparte, mais l'abstention avoisine les 40 %. 
La même année, le curé, jugé fanatique par certains habitants, fait déporter et licencier les instituteurs Chouave et Lucotte, qu’il dénonce comme socialistes.

En 1851, le coup de force de Louis-Napoléon Bonaparte est majoritairement approuvé, en dépit d'une forte abstention. 
En 1856, le curé est à son tour accusé, pour attentat à la pudeur contre des jeunes filles.

En 1857, et 1869, les candidats bonapartistes à la députation remportent les voix du village. Toutefois, le candidat opposant Magnin, propriétaire de bois dans la commune, gagne la majorité en 1861.
  
En 1863, après un vif débat, la maison Bretin est achetée par la commune pour y installer la nouvelle école.

En 1870, à la suite de la défaite des troupes françaises à Sedan, le village contribue à hauteur de 11 907 francs, à la réparation de guerre exigée par l'occupant prussien.

### Troisième République (1870-1940)
Lors des élections législatives de 1871, Saint-Symphorien-Sur-Saône est le seul village à la ronde, à voter pour le candidat de droite.

En 1882, la commune crée une petite bibliothèque populaire.

En 1903, les funérailles de Mme Chaube, veuve de l'instituteur déporté en 1852, sont prises en charge par l'association Libre Pensée, et créent la polémique dans le canton.

En 1912, les champs ravagés par les rongeurs sont dératisés.

En 1913, l'électrification du village est entamée.

En 1919, la commune compte 14 enfants morts pour la Patrie.

Entre 1935 et 1939, un garderie accueille les jeunes enfants du village.

Durant la Seconde Guerre mondiale, les Allemands investissent la mairie, et des sabotages sont effectués sur l'écluse du canal et sur la route de Saint-Jean-de-Losne.

### Depuis 1945
En 1945, le village est libéré par les troupes débarquées en Provence.

À partir de la fin des années 1950 et du début des années 1960, l'eau courante fait son entrée dans les maisons de la commune..

En 2004, la commune adhère à la communauté de communes Rives de Saône.

## Politique et administration
| Période                                  | Période  | Identité                            | Étiquette | Qualité   |
| ---------------------------------------- | -------- | ----------------------------------- | --------- | --------- |
| 1800                                     | 1802     | Jacques Thielley                    |           |           |
| 1802                                     | 1813     | Jean-Baptiste Lapostolle            |           |           |
| 1813                                     | 1816     | Jacques Michéa                      |           |           |
| 1816                                     | 1821     | Claude Morel                        |           |           |
| 1821                                     | 1829     | Jacques Michéa                      |           |           |
| 1829                                     | 1840     | Jean-Baptiste Lespagnol             |           |           |
| 1840                                     | 1845     | Pierre Morel                        |           |           |
| 1845                                     | 1848     | Jacques Lapostolle                  |           |           |
| 1848                                     | 1850     | Jean-Baptiste Lapostolle            |           |           |
| 1850                                     | 1852     | Pierre Vachet                       |           |           |
| 1852                                     | 1856     | Jacques Michéa                      |           |           |
| 1856                                     | 1865     | Jean-Baptiste Lapostolle            |           |           |
| 1865                                     | 1870     | Jacques Morel                       |           |           |
| 1871                                     | 1876     | Pierre Vachet                       |           |           |
| 1876                                     | 1876     | François Vachet                     |           |           |
| 1876                                     | 1888     | François Morlot                     |           |           |
| 1888                                     | 1893     | François Vachet                     |           |           |
| 1893                                     | 1904     | François Morlot                     |           |           |
| 1904                                     | 1908     | Jules Vachet                        |           |           |
| 1908                                     | 1914     | Jean-Baptiste Lapostolle (homonyme) |           |           |
| 1914                                     | 1929     | Henri Vauchey                       |           |           |
| 1929                                     | 1935     | Achille Chenevoy                    |           |           |
| 1935                                     | 1937     | François Barbey                     |           |           |
| 1937                                     | 1944     | Fernand Vachet                      |           |           |
| 1944                                     | 1965     | Georges Charlemagne                 |           |           |
| 1965                                     |          | Pierre Lapostolle                   |           |           |
| mars 2008                                | 2020     | Marie-Josèphe Lottier               |           | Retraitée |
| 2020                                     | En cours | Aline Donatiello                    |           |           |
| Les données manquantes sont à compléter. |          |                                     |           |           |

## Démographie
L'évolution du nombre d'habitants est connue à travers les recensements de la population effectués dans la commune depuis 1793. Pour les communes de moins de 10 000 habitants, une enquête de recensement portant sur toute la population est réalisée tous les cinq ans, les populations de référence des années intermédiaires étant quant à elles estimées par interpolation ou extrapolation. Pour la commune, le premier recensement exhaustif entrant dans le cadre du nouveau dispositif a été réalisé en 2006.

En 2022, la commune comptait 322 habitants, en évolution de −8,26 % par rapport à 2016 (Côte-d'Or : +0,82 %, France hors Mayotte : +2,11 %).
| 1793 | 1800 | 1806 | 1821 | 1836 | 1841 | 1846 | 1851 | 1856 |
| ---- | ---- | ---- | ---- | ---- | ---- | ---- | ---- | ---- |
| 222  | 422  | 247  | 333  | 426  | 481  | 533  | 515  | 562  |

| 1861 | 1866 | 1872 | 1876 | 1881 | 1886 | 1891 | 1896 | 1901 |
| ---- | ---- | ---- | ---- | ---- | ---- | ---- | ---- | ---- |
| 482  | 439  | 398  | 374  | 352  | 356  | 329  | 338  | 314  |

| 1906 | 1911 | 1921 | 1926 | 1931 | 1936 | 1946 | 1954 | 1962 |
| ---- | ---- | ---- | ---- | ---- | ---- | ---- | ---- | ---- |
| 343  | 352  | 251  | 253  | 251  | 235  | 264  | 243  | 246  |

| 1968 | 1975 | 1982 | 1990 | 1999 | 2006 | 2011 | 2016 | 2021 |
| ---- | ---- | ---- | ---- | ---- | ---- | ---- | ---- | ---- |
| 231  | 220  | 252  | 302  | 306  | 340  | 361  | 351  | 328  |

| 2022 | - | - | - | - | - | - | - | - |
| ---- | - | - | - | - | - | - | - | - |
| 322  | - | - | - | - | - | - | - | - |

## Lieux et monuments
- Voie romaine et formes agraires fossiles (La Bauche).
- Canal du Rhône au Rhin (XVIIIe-XIXe s) et sa cabine design (XXe s) de 6 m de haut, réalisée par Didier Faustino et baptisée Dr Jekyll & Mr Hyde, en référence au récit de Robert Louis Stevenson, à cause de son architecture duale.
- Croix de cimetière (XIXe s : 1871).
- Église Saint-Symphorien (reconstruite au XIXe siècle).
- Monument aux morts (XXe s).

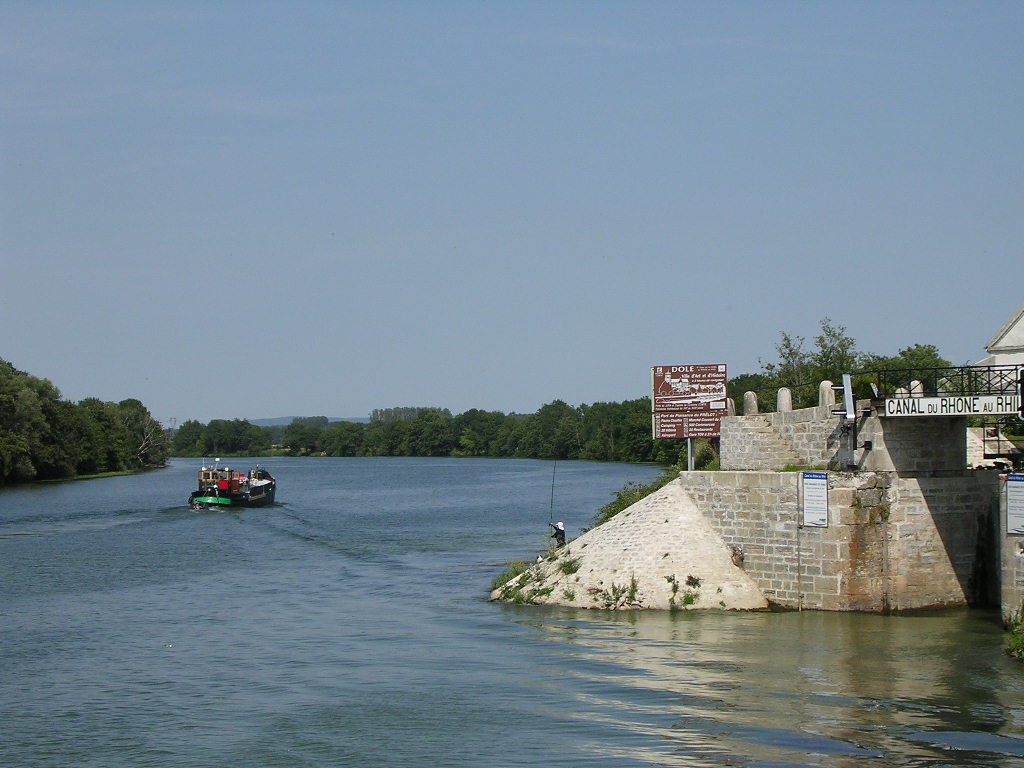
Canal du Rhône au Rhin.
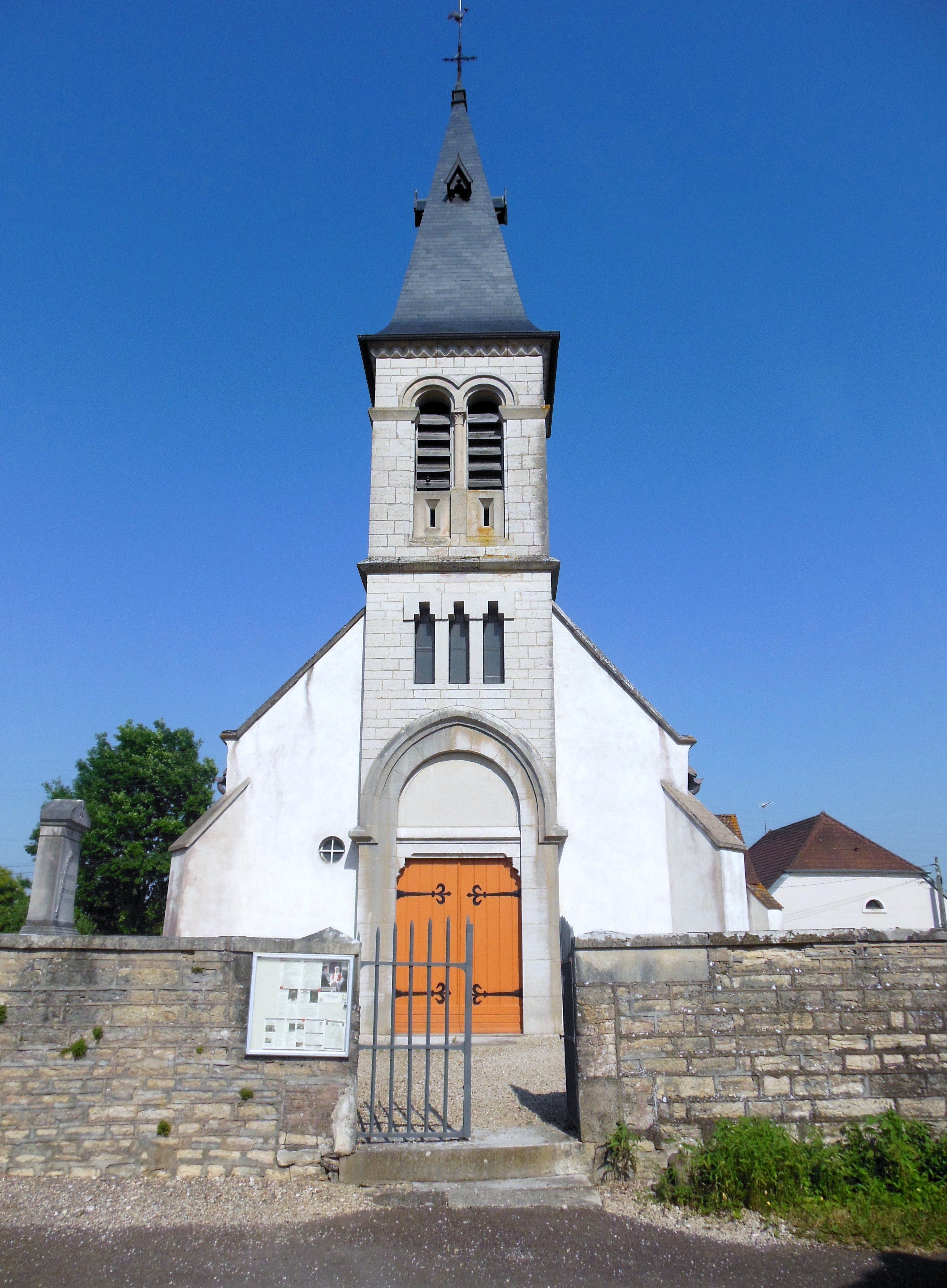
Clocher de l'église Saint-Symphorien.
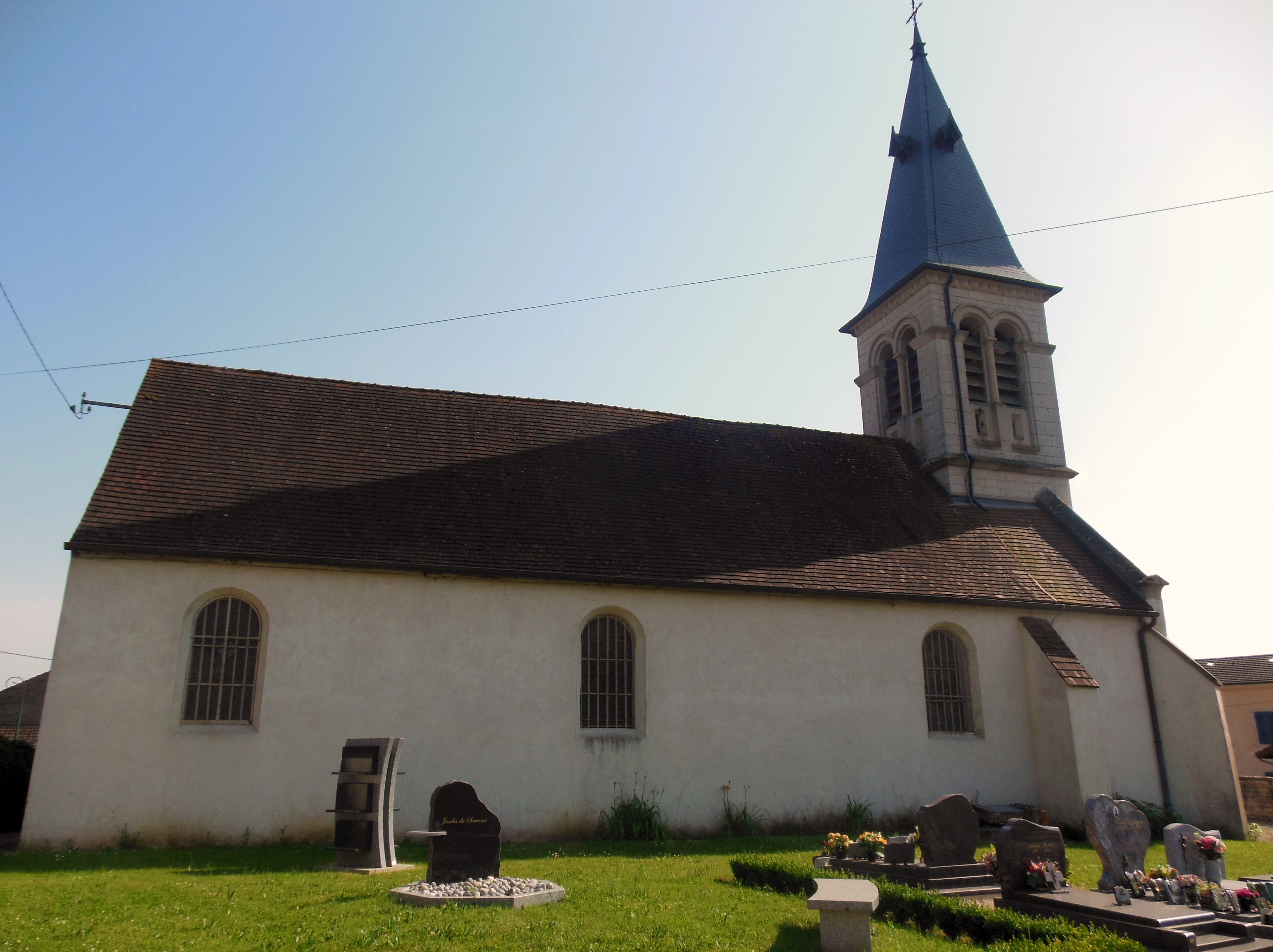
Église Saint-Symphorien.
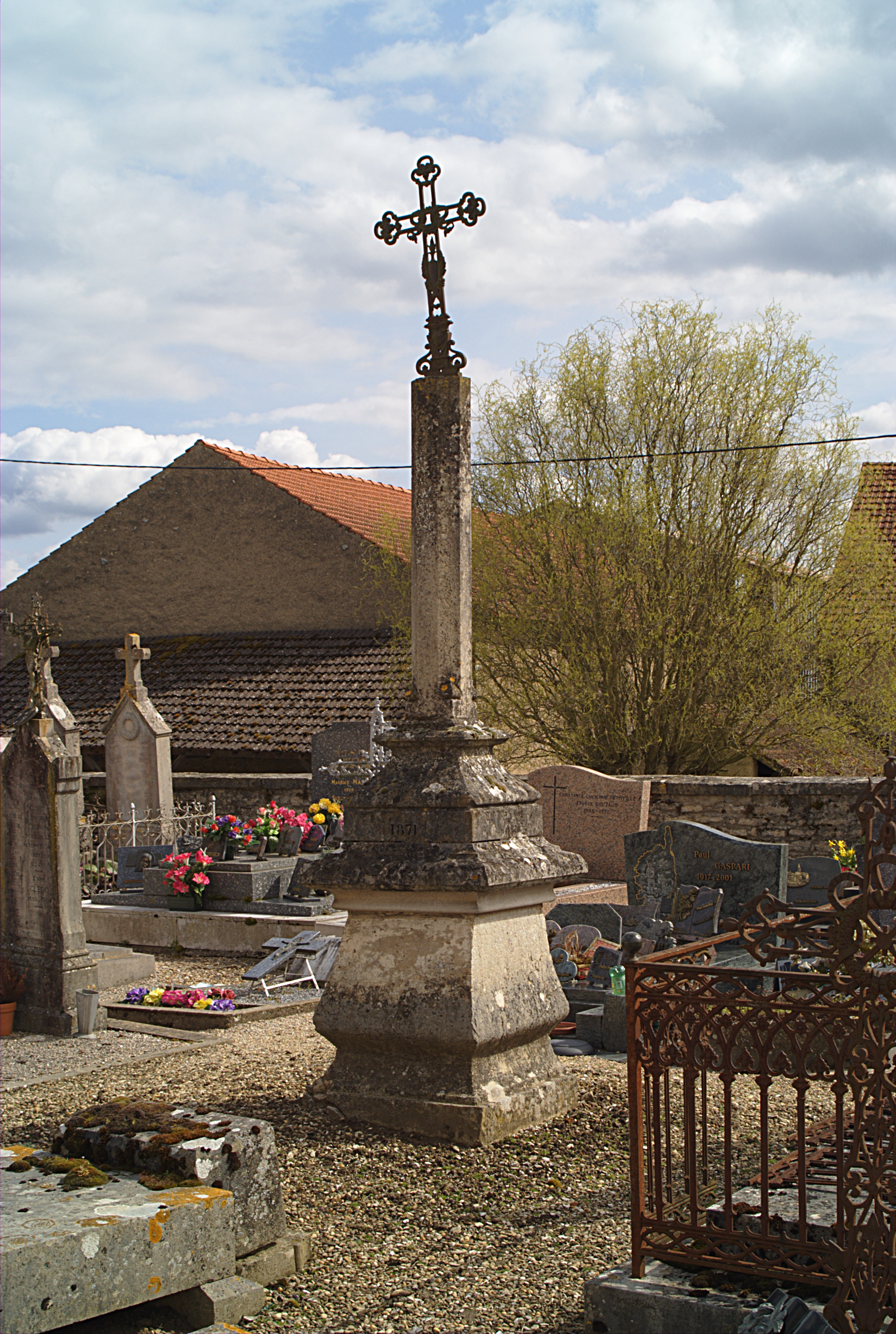
Croix de cimetière.
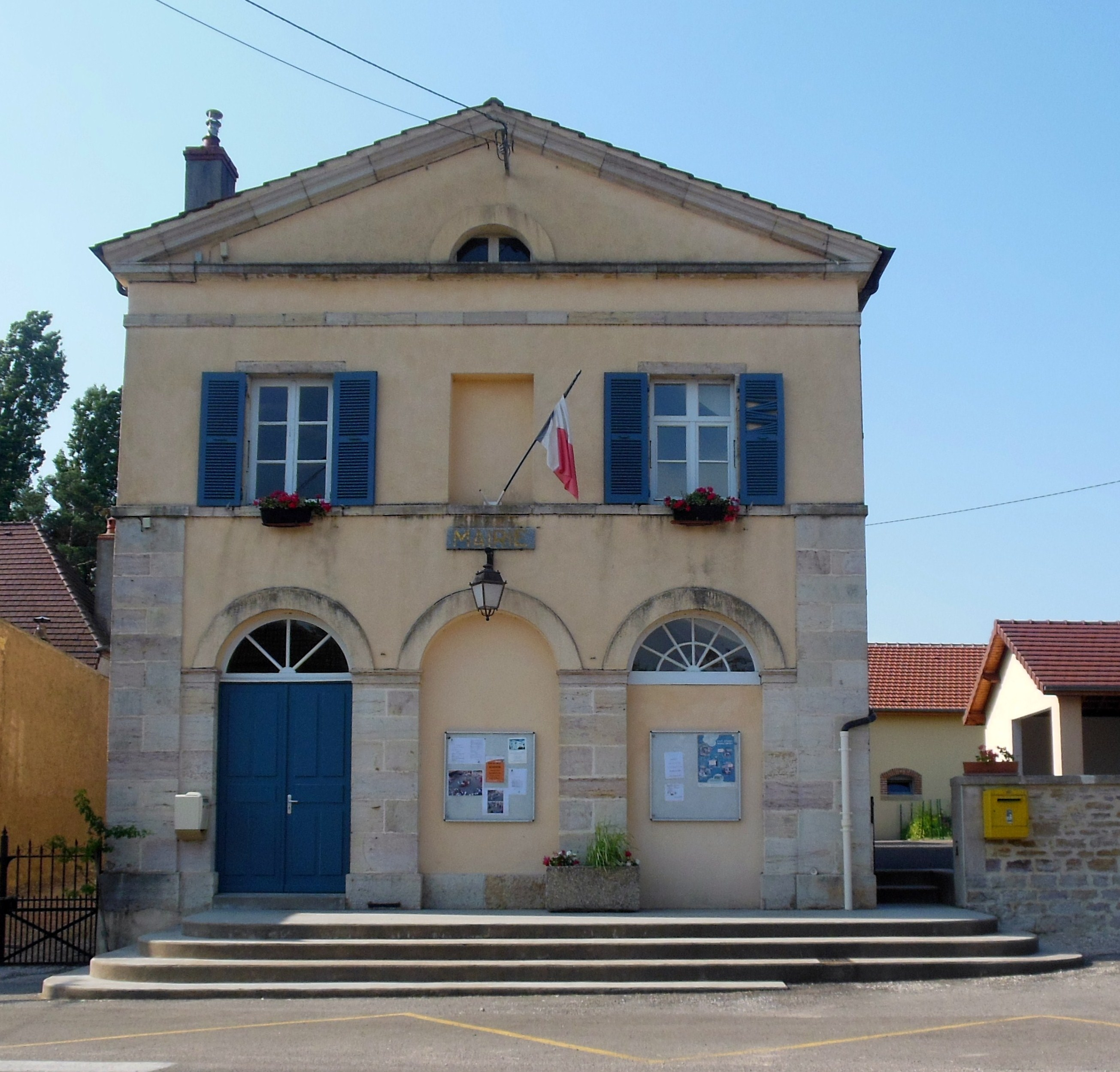
Mairie.
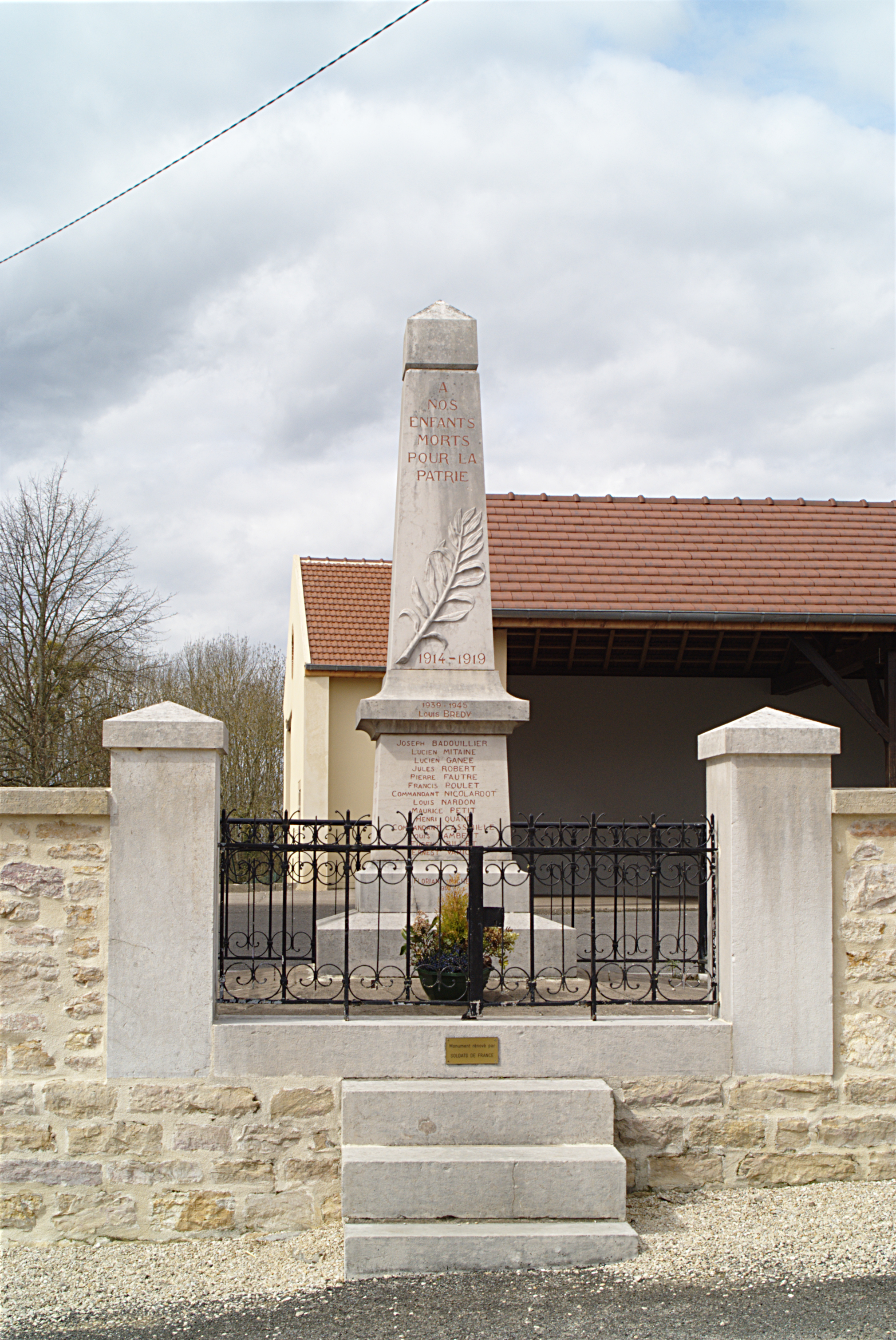
Monument aux morts.

## Personnalités liées à la commune
- Seigneurs de Laperrière-sur-Saône.
- Louis V de Bourbon, prince de Condé, pose la première pierre du canal du Rhône au Rhin à la jonction de l'ouvrage et de la Saône, le 24 juillet 1784.
- Valéry Giscard d’Estaing, président de la République, vient au canal, le 24 novembre 1975, pour y lancer le projet du canal à grand gabarit.
- Christian Estrosi, ministre délégué à l’aménagement du territoire, vient à l'embouchure du canal, à la suite du discussion de relance du projet du canal à grand gabarit.